# Софонов, Олег Алексеевич
Олег Алексеевич Софонов (16 ноября 1967) — российский футболист, нападающий. Сыграл более 350 матчей за клуб «Торпедо» (Павлово).

## Биография
Воспитанник ДЮСШ № 1 «Спартак» г. Павлово. В советский период не выступал в соревнованиях команд мастеров. С 1992 года в течение 12 сезонов играл за павловское «Торпедо» во втором дивизионе России (один сезон, в 1994 году, команда провела в третьей лиге). За это время сыграл 355 матчей и забил 82 гола в первенствах страны. Рекордсмен клуба по числу матчей и голов на профессиональном уровне.
В 2003 году выступал на любительском уровне за «Гидроагрегат» (Павлово). Затем ещё два сезона выступал за «Торпедо», которое к тому времени потеряло профессиональный статус.
По состоянию на 2015 год работал детским тренером в ФОК «Торпедо» (Павлово). Принимал участие в матчах ветеранов.